# Acalolepta hingstoni
Acalolepta hingstoni es una especie de escarabajo longicornio del género Acalolepta, tribu Monochamini, subfamilia Lamiinae. Fue descrita científicamente por Gilmour en 1956.
Se distribuye por China. Mide aproximadamente 24 milímetros de longitud. El período de vuelo de esta especie ocurre en el mes de junio.